# Пыржолтень
Пыржолтены (также Пыржолтень; рум. Pîrjolteni) — село в Каларашском районе Республики Молдова. Относится к сёлам, не образующим коммуну.

## География
Село расположено на высоте 137 метров над уровнем моря.

## Население
По данным переписи населения 2004 года, в селе Пыржолтень проживает 1786 человек (894 мужчины, 892 женщины).
Этнический состав села:
| Национальность | Число жителей | Процентный состав |
| -------------- | ------------- | ----------------- |
| молдаване      | 1773          | 99,27             |
| украинцы       | 7             | 0,39              |
| румыны         | 3             | 0,17              |
| русские        | 1             | 0,06              |
| прочие         | 2             | 0,11              |
| Всего          | 1786          | 100 %             |

## Известные уроженцы
- Ион Стурза (род. 1960) — молдавский политик и бизнесмен, Премьер-министр Республики Молдова (1999).
- Ион Кику (род. 1972) — молдавский политик, Премьер-министр Республики Молдова (2019—2020).